# 福ノ里邦男
福ノ里 邦男（ふくのさと くにお、1961年6月4日 - ）は、岩手県九戸郡軽米町出身で立田川部屋に所属した元大相撲力士。本名は福田 邦男（ふくだ くにお）。身長180cm、体重107kg。得意手は右廻し、上手投げ、寄り。最高位は東十両13枚目（1989年9月場所）。現在は音羽山部屋所属の若者頭、血液型はB型。
陸奥部屋の公式サイトによると、趣味はゴルフ、好きな食べ物は魚。2023年時点の体重は94kg。

## 人物
中学から高校まで野球部に所属していたが、上級生との不仲もあり2年の途中で退部した。直後に、二十山親方（元関脇・青ノ里）を紹介され、岩手県立軽米高等学校を中退し立田川部屋に入門。1978年7月場所に初土俵を踏み、翌9月場所に序ノ口優勝を果たす。以降、順調に番付を上げて行ったが、小兵だったため、幕下で長く苦労した。得意の右廻しを取ってからの寄りを磨き、小兵に対する強さも相俟って1988年9月場所から6場所連続して勝ち越しを続け、1989年9月場所に十両に昇進した。しかし、十両では本来の相撲は取れず5勝10敗の成績に終わり、1場所で幕下に陥落した。幕下に陥落してからも常に幕下上位で相撲をとっていた。1993年5月場所は東幕下3枚目で2勝5敗の成績であったが、若者頭に欠員が出来たため転身を打診され、同場所直後に現役を引退。若者頭に就任した。
2021年4月10日、日本相撲協会は福ノ里が新型コロナウイルスに感染していることを発表した。発熱と倦怠感のため医療機関で抗原検査をうけたところ、陽性と判定され、自宅で隔離された。保健所の指示に従い、入院・療養等の対応が取られるほか、濃厚接触者について調査を進めていくという。

## 主な成績
- 生涯成績：333勝294敗7休 (96場所) 勝率.531
- 十両成績：5勝10敗 (1場所) 勝率.333
- 各段優勝
  - 三段目優勝：1回（1983年1月場所）
  - 序ノ口優勝：1回（1978年9月場所）

### 場所別成績
| | 一月場所 初場所（東京） | 三月場所 春場所（大阪） | 五月場所 夏場所（東京） | 七月場所 名古屋場所（愛知） | 九月場所 秋場所（東京） | 十一月場所 九州場所（福岡） |
| --- | ----------------------- | ----------------------- | ----------------------- | --------------------------- | ----------------------- | --------------------------- |
| 1978年 （昭和53年） | x                       | x                       | x                       | （前相撲）                  | 東序ノ口21枚目 優勝 6–1 | 東序二段59枚目 4–3          |
| 1979年 （昭和54年） | 東序二段42枚目 3–4      | 東序二段58枚目 4–3      | 東序二段42枚目 4–3      | 西序二段25枚目 5–2          | 西三段目80枚目 3–4      | 東序二段筆頭 5–2            |
| 1980年 （昭和55年） | 西三段目58枚目 0–2–5    | 東序二段10枚目 3–4      | 西序二段29枚目 6–1      | 西三段目61枚目 4–3          | 西三段目45枚目 6–1      | 東幕下60枚目 2–5            |
| 1981年 （昭和56年） | 西三段目21枚目 5–2      | 東幕下58枚目 4–3        | 東幕下45枚目 1–6        | 東三段目8枚目 4–3           | 西幕下55枚目 3–4        | 西三段目6枚目 3–4           |
| 1982年 （昭和57年） | 西三段目15枚目 3–4      | 西三段目29枚目 4–3      | 西三段目16枚目 4–3      | 西三段目3枚目 3–4           | 西三段目22枚目 3–4      | 東三段目39枚目 5–2          |
| 1983年 （昭和58年） | 西三段目8枚目 優勝 7–0  | 西幕下13枚目 5–2        | 西幕下5枚目 1–6         | 東幕下27枚目 4–3            | 西幕下21枚目 1–6        | 西幕下49枚目 5–2            |
| 1984年 （昭和59年） | 西幕下30枚目 4–3        | 西幕下22枚目 4–3        | 東幕下14枚目 5–2        | 東幕下3枚目 3–4             | 西幕下7枚目 1–6         | 西幕下39枚目 3–4            |
| 1985年 （昭和60年） | 東幕下50枚目 5–2        | 西幕下29枚目 3–4        | 西幕下41枚目 6–1        | 西幕下18枚目 3–4            | 東幕下24枚目 2–5        | 西幕下46枚目 5–2            |
| 1986年 （昭和61年） | 東幕下23枚目 2–5        | 西幕下46枚目 5–2        | 東幕下29枚目 4–3        | 東幕下22枚目 3–4            | 東幕下32枚目 4–3        | 西幕下23枚目 2–5            |
| 1987年 （昭和62年） | 東幕下45枚目 5–2        | 東幕下29枚目 2–5        | 西幕下48枚目 4–3        | 西幕下35枚目 3–4            | 東幕下45枚目 4–3        | 東幕下37枚目 3–4            |
| 1988年 （昭和63年） | 東幕下48枚目 2–5        | 東三段目12枚目 6–1      | 東幕下40枚目 5–2        | 西幕下25枚目 1–6            | 西幕下55枚目 5–2        | 東幕下34枚目 5–2            |
| 1989年 （平成元年） | 東幕下16枚目 5–2        | 東幕下7枚目 4–3         | 東幕下3枚目 4–3         | 西幕下筆頭 4–3              | 東十両13枚目 5–10       | 東幕下4枚目 4–3             |
| 1990年 （平成2年） | 西幕下3枚目 3–4         | 西幕下7枚目 3–4         | 西幕下12枚目 3–4        | 東幕下21枚目 5–2            | 西幕下9枚目 4–3         | 西幕下4枚目 3–4             |
| 1991年 （平成3年） | 西幕下7枚目 3–4         | 西幕下11枚目 4–3        | 東幕下9枚目 3–4         | 東幕下15枚目 4–3            | 東幕下11枚目 3–4        | 西幕下17枚目 4–3            |
| 1992年 （平成4年） | 西幕下14枚目 1–4–2      | 東幕下39枚目 5–2        | 西幕下24枚目 5–2        | 西幕下10枚目 3–4            | 東幕下16枚目 1–6        | 東幕下42枚目 6–1            |
| 1993年 （平成5年） | 東幕下19枚目 6–1        | 東幕下5枚目 4–3         | 東幕下3枚目 引退 2–5–0  | x                           | x                       | x                           |
| 各欄の数字は、「勝ち-負け-休場」を示す。 優勝 引退 休場 十両 幕下 三賞：敢=敢闘賞、殊=殊勲賞、技=技能賞 その他：★=金星 番付階級：幕内 - 十両 - 幕下 - 三段目 - 序二段 - 序ノ口 幕内序列：横綱 - 大関 - 関脇 - 小結 - 前頭（「#数字」は各位内の序列） |                         |                         |                         |                             |                         |                             |

## 改名歴
- 福田 邦男（ふくだ くにお）1978年7月場所-1980年9月場所
- 福ノ里 邦男（ふくのさと-）1980年11月場所-1991年11月場所
- 福之里 邦男（ふくのさと-）1992年1月場所-1993年5月場所